# Municipio de Rock Dell
El municipio de Rock Dell (en inglés: Rock Dell Township) es un municipio ubicado en el condado de Olmsted en el estado estadounidense de Minnesota. En el año 2019 tenía una población de 701 habitantes y una densidad poblacional de 6,94 personas por km².

## Geografía
El municipio de Rock Dell se encuentra ubicado en las coordenadas 43°53′30″N 92°37′6″O / 43.89167, -92.61833. Según la Oficina del Censo de los Estados Unidos, el municipio tiene una superficie total de 93.17 km², de la cual 93,17 km² corresponden a tierra firme y (0 %) 0 km² es agua.

## Demografía
Según el censo de 2010, había 647 personas residiendo en el municipio de Rock Dell. La densidad de población era de 6,94 hab./km². De los 647 habitantes, el municipio de Rock Dell estaba compuesto por el 97,37 % blancos, el 0,93 % eran afroamericanos, el 0,62 % eran amerindios, el 0,77 % eran asiáticos y el 0,31 % eran de una mezcla de razas. Del total de la población el 0,15 % eran hispanos o latinos de cualquier raza.